# Гипроцветмет
АО «Гипроцветмет» — Научно-исследовательский, проектный и конструкторский институт горного дела и металлургии цветных металлов, основанный в 1929 году. На текущий момент входит в Группу «Канекс», российский многопрофильный холдинг.
АО «Гипроцветмет» предлагает заказчикам генеральное проектирование по объектам открытых и подземных горных работ, а также строительства капитальных сооружений поверхностного и подземного комплексов горнодобывающих предприятий, включающих в себя обогатительные и металлургические переделы с инфраструктурой. Гипроцветмет оказывает широкий спектр услуг от научно-исследовательских работ до проектирования предприятий «под ключ», в том числе на основе принципов EPC/EPCM. Помимо этого, институтом устанавливаются и поддерживаются надежные рабочие связи с представителями научного сообщества, государственными корпорациями, производителями оборудования, поставщиками услуг по строительно-монтажным работам и исполнителями инженерных изысканий.
На протяжении 95 лет институт проектирует масштабные объекты, выступает в качестве генерального проектировщика отраслевых предприятий и имеет значимый для индустрии опыт реализации крупных горно-металлургических проектов как в России, так и за рубежом.

## История
1930-1950-е годы
Государственный институт по проектированию предприятий цветной металлургии «Гипроцветмет» был основан приказом ВСНХ СССР от 14 сентября 1929 года на базе Московского филиала по цветным металлам Ленинградского института «Гипромез» (Мосцветгипромез) и Специального конструкторского бюро треста «Полиметалл». В начальный период деятельности коллектив института работал над проектами Волховского и Днепровского алюминиевых и Уфалейского никелевого заводов, цинковых электролитных заводов в Челябинске и Владикавказе, оловянного завода в Подольске.

В 1930-х годах Гипроцветметом проектировались крупные промышленные предприятия, такие как Балхашский ГМК, Зыряновский ГОК, Лениногорский цинковый и Чимкентский свинцовый заводы, а также полиметаллические комбинаты на территории Южного и Центрального Казахстана и Средней Азии. По проектам института велась реконструкция завода «Электроцинк» и строительство ряда объектов Норильского горно-металлургического комбината. В 1938 году институт разработал первый комплексный проект строительства Жезказганского комбината на добычу и обогащение 4,4 миллионов тон медной руды в год и выплавку 90 тысяч тонн черновой меди в год.

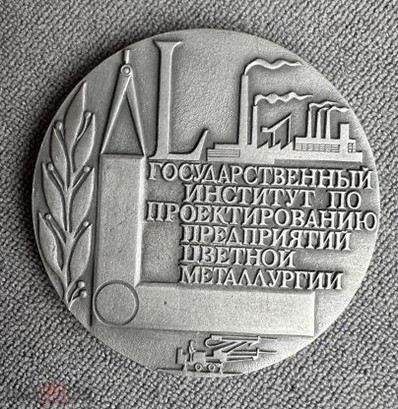
Значок Гипроцветмета — государственного института по проектированию предприятий цветной металлургии

До конца 1939 года были запущены и успешно Красноуральский и Карсак-Пайский медеплавильный комбинаты, Челябинский цинковый и электролитный заводы, Уфалейский никелевый и Ленинградский алюминиевый комбинаты.
В 1941 году по проекту Гипроцветмета были построены и введены в эксплуатацию комплекс Восточно-Коунрадского рудника по добыче кварцевой молибденовой руды и секция обогатительной фабрики для её переработки, в результате чего был получен первый молибденовый концентрат. С конца сороковых годов начался ввод в эксплуатацию ряда построенных по проектам Гипроцветмета предприятий: Усть-Каменогорского свинцово-цинкового комбината, Каджаранского медно-молибденового комбината, Агарского медно-молибденового комбината, Алавердского медеплавильного завода. 25 сентября 1947 года Усть-Каменогорский цинковый завод выпустил первую продукцию.
С 1950 года началось создание объектов цветной металлургии, запроектированных Гипроцветметом, в других странах мира. В Болгарии были построены Кырджалийский и Пловдивский свинцово-цинковые металлургические комбинаты, Медетский медный горно-обогатительный комбинат, расширен и реконструирован медеплавильный и медеэлектролитный завод им. Дамянова. Также были спроектированы и введены в эксплуатацию предприятия на территории Китая, Кубы, Монголии, Польши, Словакии, Украины, Афганистана, Боливии, Египта и ряда других стран. В Алжире по проекту Гипроцвемета был реконструирован рудник «Эль-Абед».
В Советском Союзе в период с 1950 по 1954 годы на базе разведанных в Казахстане и Узбекистане полиметаллических месторождений возникли спроектированные институтом Ачисайский и Алтын-Топканский горно-обогатительные комбинаты. Постановлением Совета Министров СССР от 20 февраля 1959 года Гипроцветмет был утвержден головным проектным институтом в области проектирования медной, свинцовой и цинковой промышленности.
1960-1970-е годы

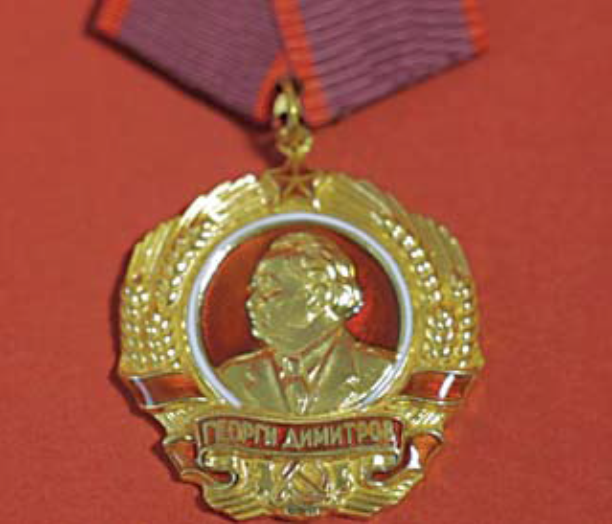
Орден Георгия Димитрова (1979 год)

Начиная с 1960-х годов и в течение следующих двадцати лет Гипроцветмет разрабатывал проекты по внедрению самоходного оборудования на
23 действующих рудниках цветной металлургии и по итогам своей работы получил должную оценку руководства страны.
В 1960 году Гипроцветмет был удостоен Ленинской премии за разработку проекта Усть-Каменогорского свинцово-цинкового комбината и достижение высоких технико-экономических показателей.
С 1962 года на проектный институт были возложены функции головной организации по технико-экономическим вопросам и обобщениям, касающимся всей отрасли цветной металлургии СССР, разработке генеральной схемы развития и размещения предприятий цветной металлургии.

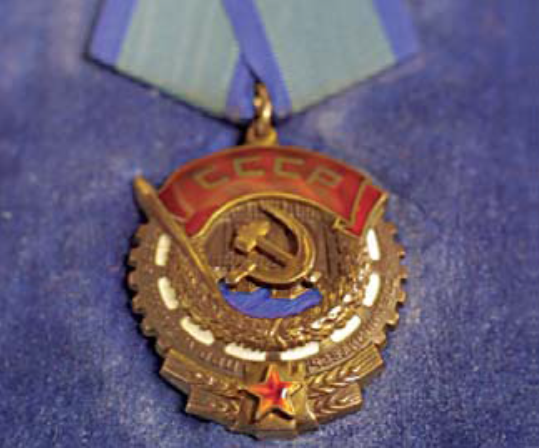
Орден Трудового Красного Знамени (1979 год)

В 1969 году Гипроцветметом была получена государственная премия за внедрение новой прогрессивной технологии и достижение высоких показателей комплексной переработки сырья на Балхашском горно-металлургическом комбинате.
К 1978 году по проекту Гипроцветмета в Монголии был построен медный горно-обогатительный комбинат «Эрдэнэт». С момента основания комбината Гипроцветмет активно участвовал в определении основных технических направлений его развития. По проектам института были построены открытый рудник и обогатительная фабрика с мощностями по добыче и переработке руды соответственно 16 и 20 миллионов тонн в год.
В сентябре 1979 года к 50-летию с момента основания Гипроцветмет был награжден Орденом «Трудового Красного Знамени» за большие заслуги в области развития отечественной цветной металлургии. В том же году Гипроцветмету был вручен Орден Георгия Димитрова — за помощь при проектировании горно-обогатительного комбината «Медет» в Болгарии.
1980-1990-е годы
В 1980-е годы Гипроцветмет принимал активное участие в разработке технико-экономических обоснований освоения месторождений Удокан и Озерного. Важнейшим этапом развития цветной металлургии стало создание в эти годы силами Гипроцветмета двух крупнейших комплексов экологически безопасной автогенной плавки на горно-металлургических комбинатах: Алмалыкском (кислородно-факельная плавка) и Балхашском (плавка Ванюкова).
Начиная с 1990-х в Гипроцветмете началась новейшая история, связанная цифровой трансформацией проектной деятельности. Институт успешно перешёл от кульманов на программное обеспечение в области горного дела и металлургии. В эти годы Гипроцветметом был сделан ряд принципиально новых разработок. В частности, совместно с австралийской фирмой «Минпрок» было выполнено новое технико-экономическое обоснование по разработке и освоению Удоканского месторождения. В 1998 году совместными силами специалистов Гипроцветмета и австралийской компании Star Technology была построена обогатительная фабрика «Барсучий Лог».
2000-е годы
В начале нового тысячелетия Гипроцветмет успешно сотрудничал АК «АЛРОСА» по ряду проектов. В 2002 году проектный институт совместно с Московским горным университетом разработал проект вскрытия и отработки подкарьерных запасов рудника «Мир» с применением системы подэтажного обрушения. В том же году Гипроцветметом был предложен регламент на вскрытие и отработку северо-восточного рудного тела рудника «Айхал» подземным способом. В 2003—2004 годах институт разработал проект опытно-промышленного участка и вскрытия горизонтов подземного рудника «Удачный».
В 2002 году разработан и утвержден проект строительства Удоканской опытно-промышленной установки. На основе утвержденного проекта Гипроцветметом в 2003 году была разработана рабочая документация на строительство установки, позволяющей проводить полупромышленные испытания по комбинированной обогатительной — гидрометаллургической технологиям переработки всех типов руд Удокана, а также других месторождений зоны БАМа. Установка была построена и принята в эксплуатацию в 2007 году.

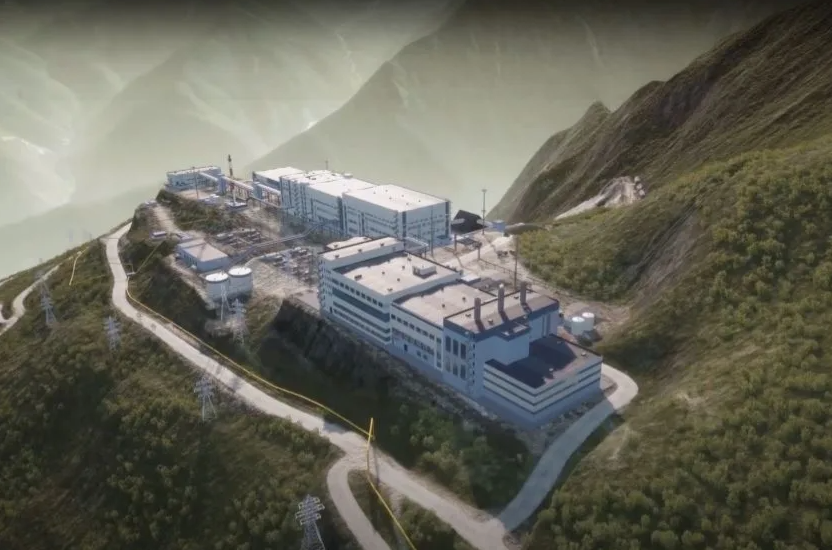
Модель ГКМ для разработки Тырныаузского вольфрамо-молибденового месторождения

В 2017 году Гипроцветмет был выбран Генпроектировщиком одного из крупнейших предприятий Республики Узбекистан — Алмалыкского горно-металлургического комбината. В этом же году в партнёрстве с ОАО «УГМК» специалисты института разработали и успешно защитили в Государственной комиссии по запасам полезных ископаемых технико-экономическое обоснование месторождений Еланского и Ёлкинского. По заказу ПАО «Полюс» было разработано ТЭО для Бамского месторождения.
В 2018 году Гипроцветмет приступил к проекту строительства горно-обогатительного комбината на базе медно-порфирового месторождения Ак-Суг, которое является системообразующим предприятием в Республике Тыва и одним из крупнейших в рамках проекта Енисейская Сибирь. В этот же период институт принимал участие в реализации таких масштабных проектов как строительство Туганского ГОКа и завершение работы по строительству обогатительной фабрики на месторождении Верхне-Менкече.
В 2019 году Гипроцветмет был выбран Генеральным подрядчиком в проекте по созданию современного и экологически безопасного предприятия в Кабардино-Балкарии. Специалисты института разработали документацию для освоения уникального Тырныаузского вольфрамо-молибденового месторождения.
В 2020 году Гипроцветмет был выбран в качестве Генерального проектировщика для разработки полного комплекта документации, а также производства BIM- и ГГИС-моделирования по проекту развития рудника Комсомольского для ПАО "ГМК «Норильский никель».
В 2021 году было получено положительное заключение Главгосэкспертизы на проектную документацию и результаты инженерных изысканий по объекту капитального строительства «Вскрытие и отработка запасов Шерегешевского месторождения», разработанную Гипроцветметом.

## Сфера деятельности
АО «Гипроцветмет» — современная научно-исследовательская и проектная организация с качественной экспертизой, профессиональными кадрами и возможностями проведения исследований, изысканий, оказанием широкого спектра услуг цифрового моделирования, способная решать широкий спектр задач от научно-исследовательских работ до проектирования предприятий «под ключ». Проектный институт выступает в качестве генерального проектировщика отраслевых предприятий и имеет значимый для индустрии опыт реализации крупных горно-металлургических проектов как в России, так и за рубежом.
Ключевые компетенции АО «Гипроцветмет»:
· проектирование;
· геология и горное дело;
· инженерные изыскания;
· BIM-технологии;
· научно-исследовательские и опытно-конструкторские работы;
· авторский надзор;
· строительство;
· консалтинг и аудит;
· поставка и шеф-монтаж оборудования.
Компания выполняет основные виды изысканий: инженерно-геодезические, инженерно-геологические, инженерно-экологические и инженерно-гидрометеорологические изыскания. Также по заданию заказчика могут быть выполнены специальные виды изысканий: обследование состояния грунтов оснований зданий и сооружений, их строительных конструкций; поиск и разведка подземных вод для целей водоснабжения; локальный мониторинг компонентов окружающей среды, разведка грунтовых строительных материалов и другие.
Различные направления проектной деятельности позволяют
АО «Гипроцветмет» оказывать полный комплекс услуг для предприятий горнорудной и металлургической промышленности, а именно:
· проектирование геологоразведочных работ;
· разработку ТЭО (в том числе по международным стандартам на различных стадиях развития проекта — Предварительная оценка (SS), Пред-ТЭО (PFS), ТЭО (FS);
· разработку проектной, рабочей и конструкторской документации в соответствии с требованиями РФ и СНГ;
· подготовку технических проектов разработки месторождений полезных ископаемых;
· авторский надзор и работу с проектными институтами (функции заказчика).
В соответствии со стратегией цифровой трансформации в институте сформирована группа информационного моделирования проектируемых объектов из инженеров различных проектных специальностей. Единая координация всех разделов проектирования позволяет выполнить качественный анализ и устранение пересечений на этапе проектирования, что позволяет улучшить экономические показатели на этапе строительства. Гипроцветмет предлагает заказчикам услуги по созданию информационных моделей зданий и сооружений различного назначения.
Помимо проектной деятельности АО «Гипроцветмет» устанавливает и поддерживает надежные рабочие связи с представителями научного сообщества, производителями оборудования, поставщиками услуг строительно-монтажных работ и исполнителями инженерных изысканий. Развитие компании сегодня основано, в том числе, на расширении комплекса предоставляемых услуг. За последние пару лет команда института пополнилась сотрудниками, специализирующимися на научно-исследовательских работах, проектировании систем центрально-поточной технологии и глубоких вертикальных шахтных стволов с применением специальных методов проходки. На базе института создана макетная мастерская, которая предлагает заказчикам услуги по изготовлению реалистичных промышленных макетов и сувенирной продукции.
Еще одним перспективным направлением развития компании является юниорный бизнес. В настоящий момент АО «Гипроцветмет» подало заявки в Роснедра на участки в СФО и СЗФО на золото, марганец, редкоземельные металлы и алмазы. Заявки находятся на стадии рассмотрения, но к началу сентября этого года по большинству из них должен быть известен результат. Помимо собственных участков недр институт развивает компетенции в области агентских услуг, представляя интересы внешних юниорных проектов перед инвесторами с целью привлечения финансирования, в том числе, оказывая консалтинговые и партнерские услуги.
АО «Гипроцветмет» выступает организатором отраслевых конференций, посвященных проектированию и строительству шахтных стволов «Стволы России» и вопросам проектирования и строительства комплексов циклично-поточной технологии «ЦПТ СПБ». Мероприятия объединяют на одной дискуссионной площадке представителей проектных организаций, горнодобывающих компаний и научного сообщества и находят ощутимый отклик и интерес в отрасли.
Проектный институт предлагает поставщикам оборудования и материалов подписной сервис, который позволяет получать эксклюзивный доступ к номенклатурному перечню оборудования, материалов и машин, необходимых для строительства и модернизации горнодобывающих и металлургических объектов.
Также АО «Гипроцветмет» располагает электролабораторией с комплектом сертифицированных поверенных электроизмерительных приборов, что позволяет выполнять полный комплекс работ по оценке функционирования всей электрической сети объекта, а также отдельных ее элементов.

## Гипроцветмет сегодня
Портфолио работ компании за последние 10 лет насчитывает 150 реализованных проектов на территории России и ближнего зарубежья. Сегодня АО «Гипроцветмет» является генеральным проектировщиком горнодобывающего предприятия на базе Тырныаузского вольфрамо-молибденового месторождения. Стратегической целью реализации проекта является возрождение добычи вольфрама и молибдена на уникальном месторождении путем создания современного, высокотехнологичного и экологически безопасного предприятия.
Институт в настоящий момент реализует в Мурманской области проект реконструкции подземного рудника «Карнасурт» с увеличением производительности Ловозерского ГОКа по лопаритовому концентрату до 12 тыс. тонн в год. Ловозерский горно-обогатительный комбинат — единственный в России, добывающий и обогащающий лопаритовую руду, из которой извлекают редкоземельные металлы для дальнейшего использования в российской промышленности: для производства электроники, химического оборудования, легированных сталей, сверхжаропрочных сплавов, а также в оптике, атомной промышленности и т. д.
Продолжая список значимых инвестиционных проектов горной отрасли,
в которых принимал и принимает участие Гипроцветмет, стоит отметить:
— освоение месторождения Федорова тундра — крупнейшего в мире по запасам палладия. На 2027 год запланировано начало добычи руды на данном месторождении открытым способом, а также запуск основных мощностей обогатительного комбината производительностью до 16 млн тонн ежегодно;
— проведение комплекса проектно-изыскательских работ и опытно-промышленных испытаний по разработке крупнейшего в Якутии месторождения рудного золота и серебра подземным способом;
— освоение Африкандовского месторождения перовскит-титаномагнетитовых руд, запасы которых оцениваются геологами более чем в 600 млн тонн;
— разработку проектной документации по объекту горно-обогатительного комбината на Боголюбовском золоторудном месторождении, запасы которого оцениваются в 70 тонн;
— освоение Черногорского месторождения медно-никелевых руд с мощностью переработки 7 млн тонн руды в год. Реализация этого проекта станет первым этапом создания второго по величине производителя палладия и платины в России;
— выполнение комплекса проектных работ на строительство Туганского горно-обогатительного комбината производственной мощностью 575 тысяч тонн в год.
По оценкам специалистов, после выхода на проектную мощность комбинат закроет потребности российской промышленности в цирконии на 40 %, а через 5 лет — на 100 %;
— выполнение контроля комплексных инженерных изысканий по Золотодобывающему предприятию на месторождении Сухой Лог, которое является одним из крупнейших в мире неразработанных месторождений золота;
— освоение Солонеченского сурьмяного месторождения, которое по объемам запасов является крупнейшим в Забайкалье и вторым в России. Кроме балансовых запасов сурьмы на данном месторождении утверждены запасы попутного золота и серебра.
Компания в 2024 году выбрана проектировщиком по разработке документации на реконструкцию действующего Красноярского алюминиевого завода с сохранением объёма выпуска товарной продукции и одновременным радикальным снижением нагрузки на окружающую среду. В объем проекта включены строительство и реконструкция свыше 100 объектов основного и вспомогательного производственного назначения, инженерной и транспортной инфраструктуры предприятия.
АО «Гипроцветмет» участвует в разработке рекомендаций для выполнения разведочных работ на месторождении Совиное, расположенном в Чукотском автономном округе. Месторождение является крупнейшим по запасам золота среди открытых после 1991 года. На его базе планируется создать производственный комплекс по добыче и переработке золотосодержащих руд с дальнейшим производством лигатурных слитков золота.
В настоящий момент Гипроцветмет является одним из крупнейших подрядчиков, реализующих важнейшие проекты в горно-металлургической отрасли РФ и стран СНГ,
в том числе:
· АО «Быстринская горная компания», Камчатский край, Усть-Камчатск, Россия — строительство ГОКа на месторождении Кумроч (1 очередь).
· АО «Оловянная рудная компания», Хабаровский край, Россия — разведочные работы на рудное олово и сопутствующие компоненты на Солнечном месторождении.
· ПАО «Селигдар», Алтайский край, Россия — реконструкция золотоизвлекательной фабрики на участке месторождения «Мурзинское».
· ООО «Богуславец», Республика Саха (Якутия), Россия — разработка месторождения Мало-Тарынское в пределах Тарынского рудного поля.
· ООО «Удоканская медь», Забайкальский край, Россия — освоение Удоканского месторождения меди.
· АО «Золото Селигдара», Республика Саха, Россия — реконструкция завода кучного выщелачивания «Межсопочный».
· АО «Михайловский горно-обогатительный комбинат им. А. В. Варичева», Курская область, Россия — доразведка Михайловского железнорудного месторождения.
· ООО «ПроТех Инжиниринг», Пермский край, Россия — разработка архитектурно-строительных решений флотационной фабрики Усольского калийного комбината.
· АО «ЕВРАЗ ЗСМК», Кемеровская область, Россия — оптимизация системы водоотведения строительной площадки Западно-Сибирского металлургического комбината.
· ПАО «НЛМК», г. Липецк, Россия — модернизация и техническое перевооружение производственного процесса Новолипецкого металлургического комбината и многих других.

## Награды
1. Орден Трудового Красного Знамени (№ 1053873) с Грамотой Президиума Верховного совета СССР от 30 августа 1979 года.
2. Орден Георгия Димитрова — за помощь при проектировании горно-обогатительного комбината Медет (1979 год).
3. Орден Петра Великого II степени (№ 230) и грамота от 27.08.2007, присвоенные редакционно-издательскому отделу Гипроцветмет (2007 год).
4. Орден «За пользу Отечеству» (№ 6807) и удостоверение к ордену № 194 от 03.06.2007 Российской академии естественных наук, присвоенные журналу «Маркшейдерский вестник», издателем которого был Гипроцветмет (2007 год).
5. Почетная Грамота коллективу института «Гипроцветмет» за первое место и переходящее Красное Знамя в социалистическом соревновании среди коллективов проектных организаций (1979 год).